# Nadagara vigaia
Nadagara vigaia is een vlinder uit de familie van de spanners (Geometridae). De wetenschappelijke naam van de soort is voor het eerst geldig gepubliceerd in 1862 door Francis Walker.
De soort werd verzameld in Ceylon.